# Sid McClellan
Sidney Benjamin „Sid“ McClellan (* 11. Juni 1925 in Bromley-by-Bow; † 16. Dezember 2000 in Barking) war ein englischer Fußballspieler. In der Mannschaft von Tottenham Hotspur, die unter Trainer Arthur Rowe in der Saison 1950/51 die englische Meisterschaft gewann, zählte der Stürmer zum erweiterten Kader.

## Sportlicher Werdegang
McClellan wurde in London geboren und begann seine fußballerische Laufbahn zu Zeiten des Zweiten Weltkriegs in Auswahlmannschaften der Royal Navy. Nach dem Kriegsende etablierte er sich beim Amateurklub Chelmsford City, bei dem er als erfolgreicher Torjäger in der Southern League von sich reden machte. Dort fiel er auch erstmals den Talentscouts von Tottenham Hotspur auf, als er im Januar 1948 einen Hattrick gegen die Reserveauswahl der „Spurs“ erzielte. Als Chelmsfords Trainer Arthur Rowe die Geschicke der damals zweitklassigen Spurs übernahm, lud er seinen Schützling ein, denselben Weg einzuschlagen. Nach seiner Verpflichtung im August 1949 dauerte es dann jedoch gut ein Jahr, bis der antrittschnelle Stürmer am 23. September 1950 gegen den AFC Sunderland in einer Partie der ersten Mannschaft, die mittlerweile in die erste Liga aufgestiegen war, debütierte. Es folgten die ersten beiden Tore beim zweiten Einsatz gegen Derby County und insgesamt steuerte McClellan drei Tore in sieben Ligabegegnungen bei. Die Spurs holten sich letztlich unerwartet den Meistertitel, auch wenn der Neuzugang nicht in genügend Spielen zum Einsatz kam, um sich für eine offizielle Meisterschaftsmedaille zu qualifizieren.
In der folgenden Spielzeit 1951/52 gewann McClellan mit den Spurs die Vizemeisterschaft. Anschließend zeigte die Formkurve jedoch nach unten und auch McClellan gelang es selten, sich über einen längeren Zeitraum für einen Stammplatz zu empfehlen. Dies lag zum einen an Verletzungen, aber darüber hinaus sollte er an dem etatmäßigen Mittelstürmer Len Duquemin nur selten vorbei kommen. Seine fußballerisch beste Zeit erlebte er in der Saison 1954/55, als ihm in elf Spielen acht Tore gelangen. Und auch im Jahr darauf zeigte er mit sieben Toren in 16 Ligapartien eine ordentliche Quote. McClellan war vielseitig einsetzbar und aufgrund seiner Schnelligkeit half er gelegentlich als Flügelspieler aus. Auf der Suche nach mehr Einsatzzeiten wechselte er im November 1956 zum Erstligakonkurrenten FC Portsmouth, bei dem er zweimal mithalf den jeweils knappen Klassenerhalt zu erreichen. Anschließend ließ er beim Zweitligisten Leyton Orient die Profilaufbahn ausklingen.
Nach der Profikarriere blieb er dem Fußballsport weitgehend erhalten, unter anderem im Trainerstab des Amateurklubs FC Dagenham. Mit Dagenham erreichte er unter anderem das Endspiel im FA Amateur Cup, das im Wembley-Stadion ausgetragen wurde. Im Alter von 75 Jahren verstarb er am 16. Dezember 2000 in seiner Londoner Heimat.